# Alessandro Pieroni
Alessandro Pieroni (Impruneta, 18 aprile 1550 – Livorno, 24 luglio 1607) è stato un architetto e pittore italiano.

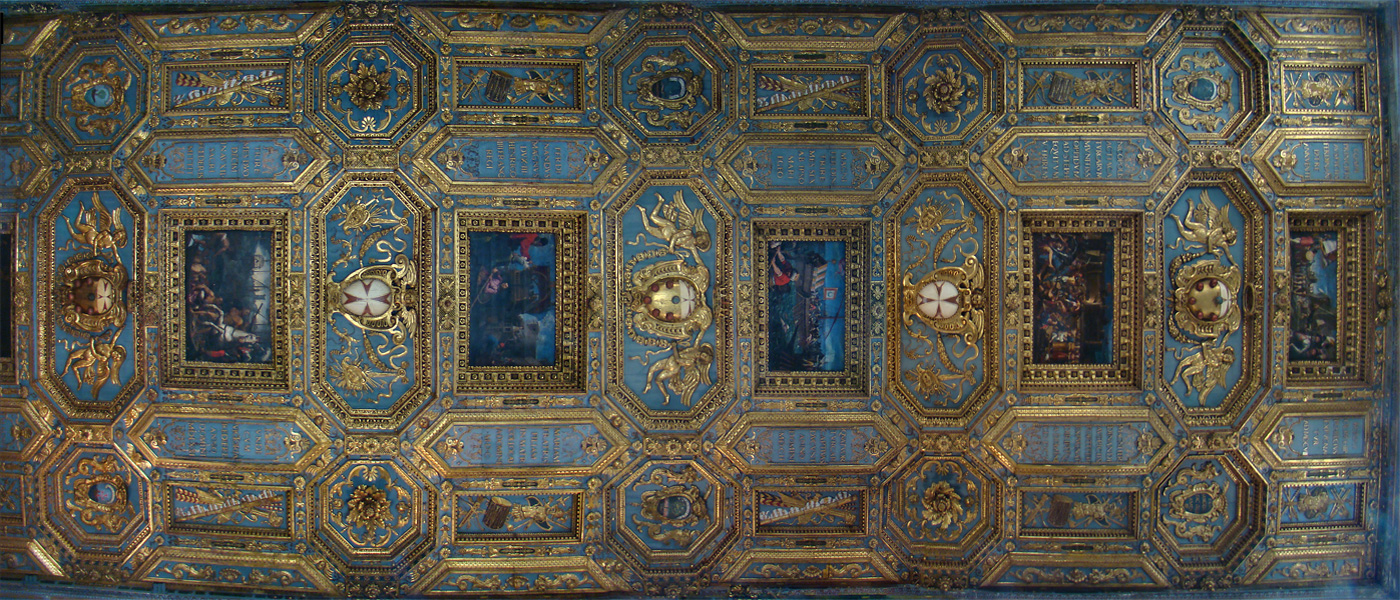
Il soffitto della chiesa di Santo Stefano dei Cavalieri a Pisa, nella cui progettazione affiancò Giorgio Vasari

Suo figlio Giovanni Pieroni fu pure un architetto.
Lavorò per i Medici a Firenze (decorazione del soffitto del corridoio est degli Uffizi a grottesche) e in Toscana (soprattutto a Livorno).

## Opere principali
- Pala nella Cappella di San Paolo o degli Inghirami nel Duomo di Volterra.
- Progetto per la facciata di Santa Maria del Fiore (non realizzato, in collaborazione con don Giovanni de' Medici)
- Pala nella Cappella dei Principi della Basilica di San Lorenzo a Firenze (con don Giovanni de' Medici)
- Uffizi: cooperazione nella decorazione a grottesche della galleria est (1579 - 1581)
- A Livorno: ampliamento della chiesa di Sant'Antonio, erezione del duomo (1594 - 1606), compresi gli altari laterali e probabilmente il disegno del soffitto ligneo intagliato, della chiesa della Madonna (iniziata nel 1607), della chiesa dei Greci Uniti (1606) e primo nucleo della Sinagoga (1603); si attribuiscono a Pieroni i portici dell'antica Piazza d'Armi.
- A Pisa: progetto con Giorgio Vasari per il soffitto della chiesa di Santo Stefano dei Cavalieri.
- A Pisa: progetto del Presbiterio della Cattedrale con il Gianbologna.
- A Casciana Alta (Lari): Oratorio della Madonna della Cava.
- Ristrutturazione della fortezza pisana dell'Isola del Giglio (1595 - 1623)